# Павлоградский 2-й лейб-гусарский полк
2-й лейб-гусарский Павлоградский императора Александра III полк — конное формирование (гусарский полк) Русской императорской армии. С 1875 по 1918 год входил в состав 2-й кавалерийской дивизии.
Полковой праздник: 26 ноября — день Святого Великомученика и Победоносца Георгия. Старшинство полка: 9 июня 1764 года.

## Дислокация формирования
- Екатерининская провинция Новороссийская губерния[1]
- 1807 — г. Каменец Гродненской губернии Брестского уезда
- 1816—1821 — г. Елатьма Тамбовской губернии[2].
- с ноября 1821 по декабрь 1826 года — г. Аткарск Саратовской губерния
- с 1827 года — Орловская губерния
- с 1857 по 1862 — г. Ковно
- с 1862 по 1865 — г. Варшава
- с 1865 по 1875 — г. Торжок Тверской губернии
- с 1875 по 01.04.1914 — г. Сувалки

## История

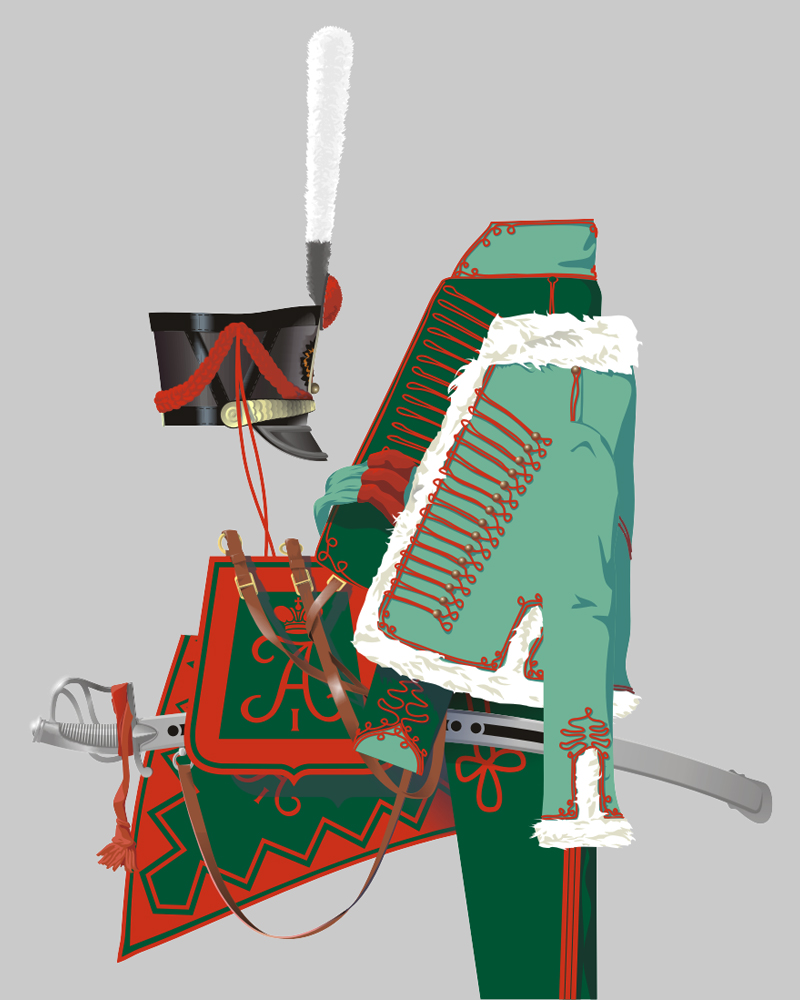
Полная форма одежды рядового Павлоградского гусарского полка образца 1812 года: доломан, ментик, шарф, чакчиры, кивер, вальтрап, ташка и сабля

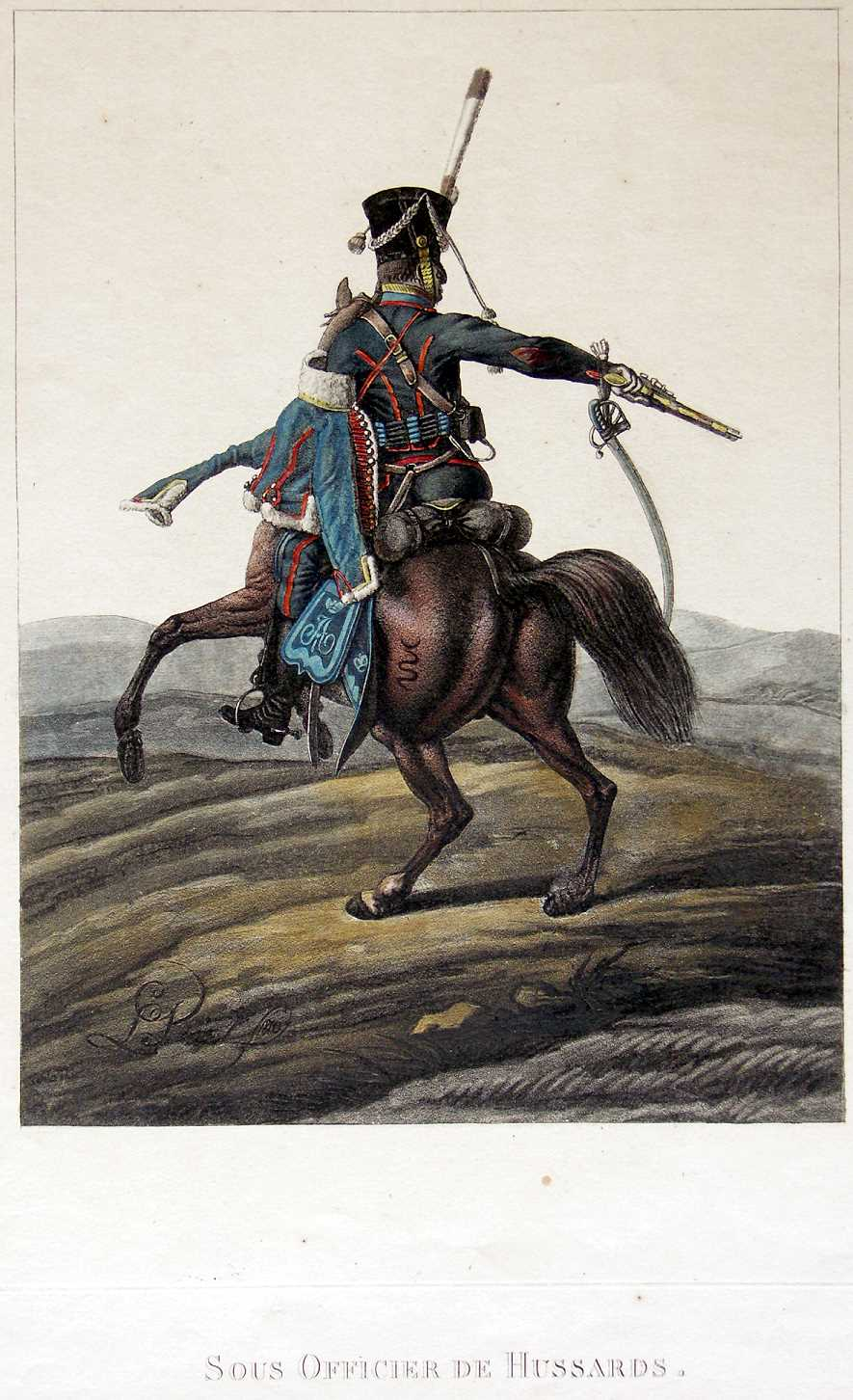
1816 год

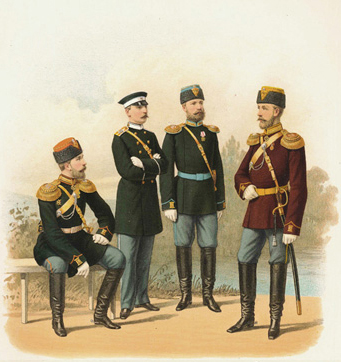
Армейские Драгунские полки: Штаб-Офицеры полков а) 37-го Военного Ордена и б) 36-го Ахтырского, Обер-Офицеры а) 32-го Чугуевского и б) 6-го Павлоградского Его Величества. 1882 год

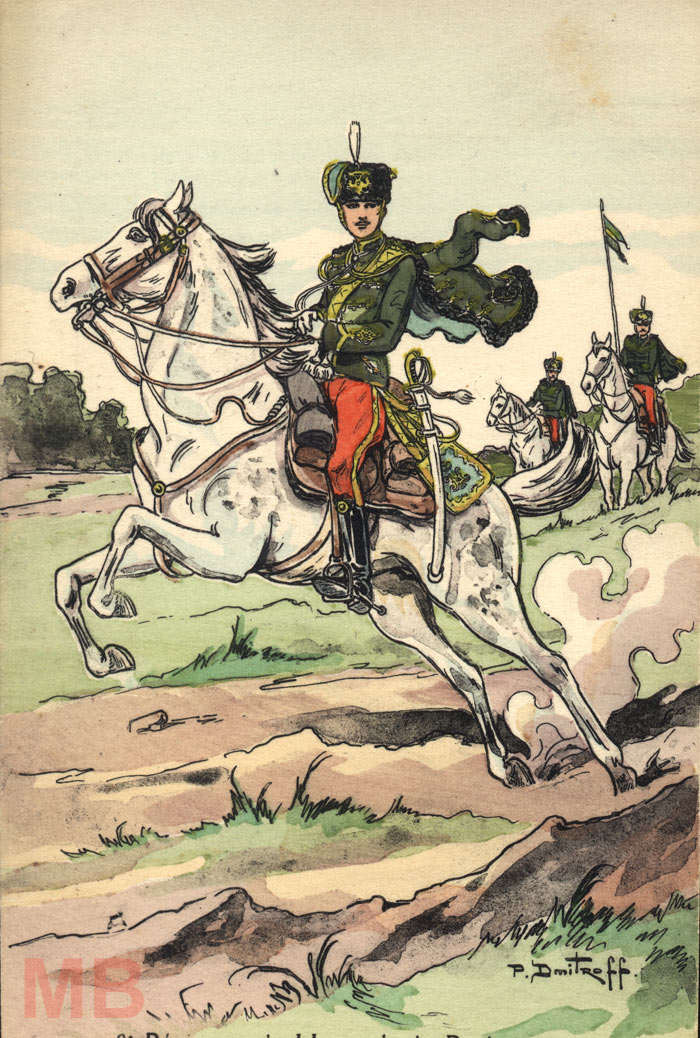
Форма одежды военнослужащего Павлоградского 2-го лейб-гусарского полка, в 1914 году

9 июня 1764 года в Екатерининской провинции Новой России сформированы 20-ротные Днепровский и Донецкий (позже переименован в Екатеринославский) пикинёрные полки. 28 июня 1783 года Днепровский и Екатеринославский полки составили Павлоградский легкоконный; 29 ноября 1796 года — присоединён Острогожский легкоконный полк, Павлоградский легкоконный переформирован в 10 эскадронов и наименован гусарским генерал-лейтенанта Боура полком. 29 марта 1801 ему, наряду с другими полками русской армии, названными при Павле I по именам шефов, было возвращено прежнее "географическое" название.
Полк участвовал в Швейцарском походе русской армии. В ходе войн против Наполеона полк принимал участие в боях при Ламбахе, Шёнграбене, в битве при Аустерлице, в сражениях при Чарново, Голымине, Остроленке, при Прейсиш-Эйлау, Гейльсберге и Фридланде. В 1809 году полк действовал в ходе похода русской армии в Галицию.
В начале Отечественной войны 1812 года Павлоградский полк находился в составе 3-й Западной армии. Принял участие в боях под Кобрином и Городечно. Позднее полк отличился 7 октября 1812 года в бою при Слониме, был в сражении на Березине.
В ходе Заграничного похода русской армии полк участвовал в 1813 году в осаде крепости Торн, затем был в сражениях при Гросберене, Денневице и при Лейпциге, в 1814 году — в боях при Краоне и при Сен-Дизье.
Павлоградские гусары приняли участие в Русско-турецкой войне 1828—1829 годов, а затем в подавлении Польского восстания 1830—1831 годов, в ходе которого они действовали при взятии Варшавы и последующем преследовании остатков польской армии.
17 марта 1838 года наследник престола Александр Николаевич был назначен шефом полка, который в связи с этим был назван гусарским Его Императорского Высочества Наследника Цесаревича Полком. 19 февраля 1855 года при вступлении Александра II на престол полк был переименован в Лейб-гусарский Его Величества полк, а 19 марта 1857 года — в Лейб-гусарский Павлоградский Его Величества полк. 25 марта 1864 года в рамках присвоения номеров всем полкам русской армии Павлоградский полк стал 2-м лейб-гусарским.
В 1882 году полк был переименован в 6-й лейб-драгунский Павлоградский полк. В 1907 году Николай II возвратил наименование гусарских кавалерийским полкам, в своё время переформированным в драгунские. Полк стал 2-м лейб-гусарским Павлоградским Императора Александра III полком.
Высочайшим Приказом № 155 (Лит. «Б») от 2 апреля 1908, об установлении формы для вновь образуемых уланских и гусарских полков, полку присвоен ментик — одного покроя и цвета с доломаном, но длиной 5 вершков и с бирюзовой шелковой подкладкой.
До начала Первой мировой войны входил в состав 2-й бригады (генерал-майор Г. И. Чоглоков) 2-й кавалерийской дивизии (генерал-лейтенант Гусейн Хан Нахичеванский), дислоцированной в Сувалках.
Полк отличился в Первой мировой войне, в частности, в ходе боевых действий в Прибалтике в апреле — мае 1915 года.

## Форма 1914 года
Общегусарская. Доломан, ментик, тулья, клапан - пальто, шинели - тёмно-зелёный, шлык, околыш, погоны, варварки, выпушка, подбой - бирюзовый, металлический прибор - золотой.

### Флюгер
Цвета: Верх - бирюзовый, полоса - желтый, низ - тёмно-зелёный.

## Знаки различия

### Офицеры
| Шнуры наплечные на доломане |              |              |              |                |              |              |
| Классный чин                | Полковник    | Подполко́вник | Ротмистр     | Штабс-ротмистр | Пору́чик      | Корнет       |
| Группа                      | Штаб-офицеры | Штаб-офицеры | Обер-офицеры | Обер-офицеры   | Обер-офицеры | Обер-офицеры |

### Унтер-офицеры и рядовые
| Описание                    | Знаки различия по состоянию на 1908-1917 гг. | Знаки различия по состоянию на 1908-1917 гг. | Знаки различия по состоянию на 1908-1917 гг. | Знаки различия по состоянию на 1908-1917 гг. | Знаки различия по состоянию на 1908-1917 гг. | Знаки различия по состоянию на 1908-1917 гг. | Знаки различия по состоянию на 1908-1917 гг. | Знаки различия по состоянию на 1908-1917 гг. |
| --------------------------- | -------------------------------------------- | -------------------------------------------- | -------------------------------------------- | -------------------------------------------- | -------------------------------------------- | -------------------------------------------- | -------------------------------------------- | -------------------------------------------- |
| Шнуры наплечные на доломане |                                              |                                              |                                              |                                              |                                              |                                              |                                              |                                              |
| Воинское звание             | Подпрапорщик                                 | Подпрапорщик (в должности Вахмистра)         | Вахмистр                                     | Старший унтер-офицер                         | Младший унтер-офицер                         | Ефрейтор                                     | Гусар                                        |                                              |
| Группа                      | Унтер-офицеры                                | Унтер-офицеры                                | Унтер-офицеры                                | Унтер-офицеры                                | Унтер-офицеры                                | Рядовые                                      | Рядовые                                      |                                              |

## Боевые отличия
- Георгиевский полковой штандарт с надписями: «1764-1864» и «За подвиги при Шёнграбене 4 Ноября 1805 г. в сражении 5000 корпуса с неприятелем, состоявшим из 30000». С Александровской юбилейной лентой. Пожалован 9.07.1864 г. взамен Георгиевского штандарта с такой же надписью, пожалованного 27.09.1807 г.;
- Знаки на шапки с надписью: «За отличие». Пожалованы 19.11.1814 г. за подвиги в войне с французами 1812-14 гг.

## Шефы
- 29.11.1796 — 29.03.1806 — полковник (с 27.01.1797 генерал-майор, с 06.09.1798 генерал-лейтенант) Боур, Карл Фёдорович
- 23.07.1806 — 01.09.1814 — генерал-майор (с 31.10.1812 генерал-лейтенант) Чаплиц, Ефим Игнатьевич
- 17.04.1838 — 01.03.1881 — Император Александр II
- 26.02.1874 — 21.10.1894 — Император Александр III
- 14.05.1911 — 04.03.1917 — Император Николай II
- 22.03.1914 — 04.03.1917 — Наследник Цесаревич Алексей Николаевич (2-й шеф)

## Командиры
- хх.хх.1783 — 27.01.1788 — полковник (с 01.01.1787 бригадир) Дмитриев, Антон
- 14.07.1788 — 29.11.1796 — полковник (с 02.09.1793 бригадир) Цыммерман (Циммерман), Фёдор Христианович
- 29.11.1796 — 16.06.1798 — полковник князь Долгоруков, Владимир Петрович
- 16.06.1798 — 12.10.1799 — полковник (с 09.09.1798 генерал-майор) Гижицкий, Варфоломей Каэтанович
- 30.10.1799 — 04.03.1800 — генерал-майор Мусин-Пушкин, Пётр Клавдиевич
- 09.07.1800 — 10.11.1802 — полковник барон Тизенгаузен, Яков Иванович
- 09.01.1803 — 23.07.1806 — полковник Панчулидзев, Семён Давыдович
- 09.12.1806 — 11.08.1810 — полковник барон Розен, Александр Владимирович
- 03.12.1810 — 29.08.1814 — полковник (с 15.09.1813 генерал-майор) князь Жевахов, Спиридон Эристович (Юрастович)
- 29.08.1814 — 11.11.1819 — подполковник (с 05.01.1815 полковник) Коханов, Андрей Власьевич
- 11.11.1819 — 02.10.1827 — полковник барон Оффенберг, Фёдор Петрович
- 19.10.1827 — 25.12.1832 — полковник Пашков, Егор Иванович
- 25.12.1832 — 08.10.1836 — флигель-адъютант подполковник (с 17.11.1835 полковник) Фелькерзам, Иван Егорович
- 08.10.1836 — 09.02.1840 — полковник Витовский, Осип Петрович
- 09.02.1840 — 12.11.1849 — полковник (с 06.12.1847 генерал-майор) Эйнантен, Карл Адольфович
- 12.11.1849 — 20.08.1855 — полковник (с 06.12.1853 генерал-майор) Пашковский, Михаил Францевич
- 20.08.1855 — 18.03.1856 — полковник (с 08.09.1855 генерал-майор) Семёнов, Степан Васильевич
- 18.03.1856 — 01.09.1860 — полковник (с 26.08.1856 генерал-майор) барон Розен Владимир Александрович[6]
- 01.09.1860 — 03.11.1863 — полковник Эммануэль, Георгий Георгиевич
- 03.11.1863 — 27.03.1866 — полковник (с 24.07.1865 флигель-адъютант) Татищев, Леонид Александрович
- 27.03.1866 — 16.04.1872 — флигель-адъютант полковник Мердер, Николай Карлович
- 23.04.1872 — 27.07.1875 — флигель-адъютант полковник барон Притвиц, Николай Карлович
- 27.07.1875 — 05.05.1881 — полковник (с 19.02.1880 флигель-адъютант) Главацкий, Михаил Фёдорович
- 05.05.1881 — 09.11.1882 — флигель-адъютант полковник Ершов, Владимир Иванович
- 11.12.1882 — 20.10.1884 — полковник Гарденин, Яков Александрович
- 25.11.1884 — 10.01.1886 — полковник Сухомлинов, Владимир Александрович
- 10.01.1886 — 28.05.1887 — полковник  Гомолицкий, Флор Викторович[6]
- 03.06.1887 — 03.03.1895 — полковник (с 14.11.1894 генерал-майор) фон Бадер, Эдмунд Карлович
- 08.03.1895 — 30.04.1897 — полковник Карандеев, Валериан Александрович
- 07.05.1897 — 19.12.1902 — полковник Цуриков, Владимир Андреевич
- 23.12.1902 — 31.03.1904 — полковник Де-Витт, Лев Владимирович
- 30.04.1904 — 03.05.1908 — полковник барон Торнау, Александр Георгиевич
- 03.05.1908 — 17.12.1911 — полковник граф Стенбок, Пётр Михайлович
- 17.12.1911 — 24.12.1913 — полковник Абалешев, Александр Александрович
- 12.01.1914 — 26.07.1915 — полковник Перевощиков, Михаил Павлович
- 26.07.1915 — 10.11.1915 — полковник Агапеев, Владимир Петрович
- 24.11.1915 — 25.08.1917 — полковник граф Толь, Александр Александрович
- 28.08.1917 — хх.хх.хххх — полковник Натиев, Зураб Георгиевич

## Известные люди, служившие в полку
- Ахлюстин Пётр Николаевич — советский военачальник
- Комиссаров-Костромской, Осип Иванович — юнкер, позже ротмистр, спасший императора Александра II при покушении Д. Каракозова
- Коцебу, Павел Аристович — генерал-лейтенант
- Орурк, Иосиф Корнилович — генерал от кавалерии
- Рылеев, Александр Николаевич — генерал-майор
- Шапрон дю Ларре, Алексей Генрихович — генерал-майор, адъютант командующего Добровольческой армией ген. Алексеева
- Бахметев, Николай Иванович — композитор
- Каверин, Петр Павлович — приятель Пушкина, Грибоедова, Вяземского, Тургеневых
- Баратаев (Бараташвили), Михаил Петрович — князь, действительный статский советник
- Тепляков, Виктор Григорьевич — декабрист
- Патоличев, Семён Михайлович — комбриг 1-й Конной армии
- Царевский, Михаил Михайлович — видный организатор советского промышленного строительства

## Полк в искусстве

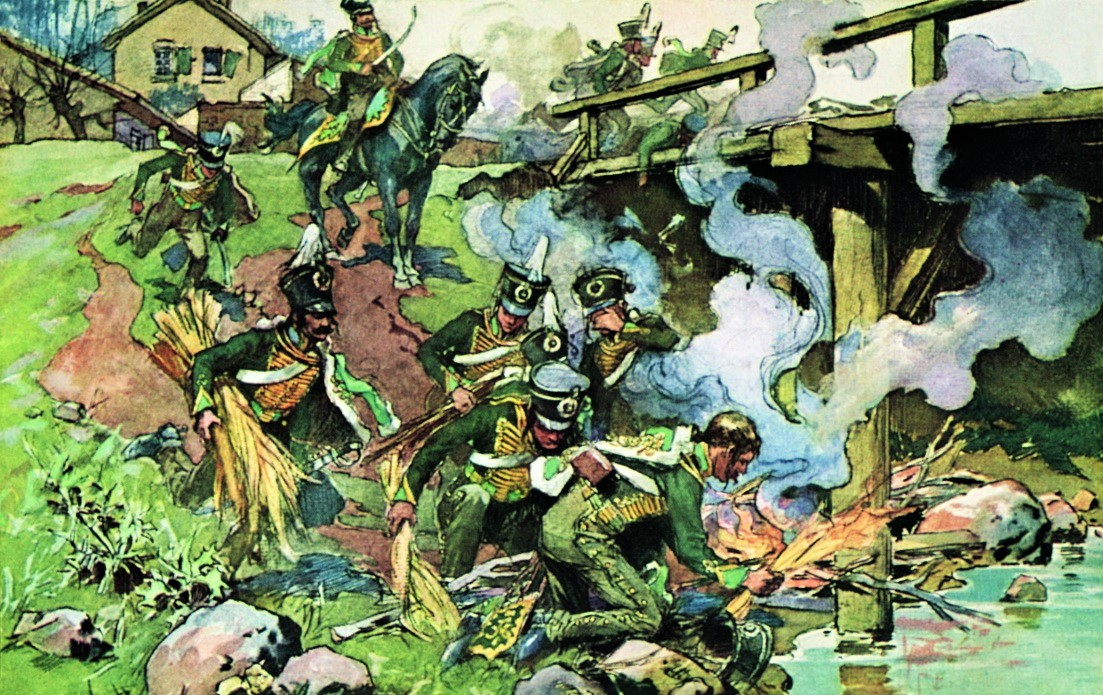
Н.С. Самокиш. 1812 год. Павлоградские гусары поджигают мост.

- В Павлоградском гусарском полку служат герои романа Льва Толстого «Война и мир»: Николай Ростов и ротмистр Василий Денисов (прообраз — Денис Давыдов). При описании полковника — командира Павлоградских гусар, обедавшего у Ростовых в 1805 году,[7] Толстой допустил анахронизм, очевидно сознательный: "Немец" Александр Розен командовал полком начиная с 1806 года, а в 1805 году командиром полка был "грузин" — Панчулидзев 2-й.[8]
- С наименованием полка часто ассоциируется Шурочка Азарова, героиня пьесы Александра Гладкова «Давным-давно» и фильма «Гусарская баллада». Ей, переодетой в мундир корнета, в пьесе поручик Дмитрий Ржевский заявляет: «Мундир на вас, я вижу, павлоградский!» В фильме же на Азаровой светло-песочно-серое обмундирование Сумского гусарского полка, а сам Ржевский носит мундир Мариупольского гусарского полка.

## Полковые квартиры
Территория, на которой был расквартирован полк, сохранилась в Павлограде по сей день. Она располагается между улицами Центральной, Степного Фронта и Харьковской. Из застройки частично сохранились казармы и гарнизонная Свято-Покровская церковь. В 80-е годы XX века на территории и в помещениях Павлоградского гусарского полка располагался учебный центр РВСН, из-за чего территория и уцелевшие постройки утратили первоначальный облик. В Покровской церкви в эти годы располагался клуб части и учебные помещения. После распада СССР воинская часть была расформирована, церковь передана епархии, отремонтирована и переосвящена.